# أولغا بانوفا
أولغا بانوفا (بالروسية: Ольга Александровна Панова)‏ مواليد 7 يناير 1987 في كراسنودار، الاتحاد السوفيتي، هي لاعبة كرة مضرب روسية سابقة. أعلى تصنيف لها في الفردي كان 274. أعلى تصنيف لها في الزوجي كان 192.

## النهائيات

### الفردي (0–2)
| الحصيلة | الرقم | التاريخ       | الدورة              | الأرضية | المنافس              | النتيجة            |
| ------- | ----- | ------------- | ------------------- | ------- | -------------------- | ------------------ |
| الوصافة | 1.    | 28 يونيو 2004 | كراسنوارميسك، روسيا | صلبة    | إيكاترينا بيشكوفا    | 2–6, 3–6           |
| الوصافة | 2.    | 8 أغسطس 2005  | موسكو، روسيا        | ترابية  | أناستازيا بيفوفاروفا | 6–7(1–7), 6–7(4–7) |

## روابط خارجية
- أولغا بانوفا على موقع رابطة محترفات التنس (الإنجليزية)
- أولغا بانوفا على موقع الاتحاد الدولي لكرة المضرب (الإنجليزية)